# Saint-Paul-sur-Isère
Saint-Paul-sur-Isère – miejscowość i gmina we Francji, w regionie Owernia-Rodan-Alpy, w departamencie Sabaudia.
Według danych na rok 1990 gminę zamieszkiwało 428 osób, a gęstość zaludnienia wynosiła 20 osób/km² (wśród 2880 gmin regionu Rodan-Alpy Saint-Paul-sur-Isère plasuje się na 1209. miejscu pod względem liczby ludności, natomiast pod względem powierzchni na miejscu 445.). 
Przez gminę przepływa rzeka Isère. 